# Radnice v Orlové
Radnice v Orlové je kubistická stavba vystavěná v Gočárově stylu. Stojí na Starém náměstí v Orlové-Městě a dnešní podobu dostala po přestavbě z roku 1928 stavitelem Františkem Trubkou. Sídlí zde místostarosta, odbor životního prostředí a odbor výstavby
městského úřadu v Orlové. Je chráněna jako kulturní památka České republiky.

## Historie

### Stará škola
Před rokem 1889 úřadoval tehdejší starosta Pavel Kania ve svém bytě čís. 24. Toho roku byl obecní úřad přestěhován do staré školy na náměstí čís 76. Budova školy sloužila už dříve jako místo pro konání obecních sezení. Roku 1906 byla v budově radnice otevřena městská spořitelna, čímž
měla obecní agenda v přízemní budově stále méně prostoru, a tak bylo v roce 1908 rozhodnuto o přístavbě čtyř místností směrem k náměstí s pseudorenesančními prvky.

### Soutěž na ideový návrh
Městské zastupitelstvo vyhlásilo roku 1925 veřejnou soutěž na návrh nové radnice. Z jedenácti návrhů ocenila šestičlenná porota čtyři, z nichž vybrali návrh architektů Bedřicha Adámka a Eduarda Novotného. Vypracováním plánu stavby a rozpočtu byl pověřen místní tesařský zednický mistr Matěj Kabátek. Stavba byla však z finančních důvodů o rok odložena a nakonec byl stavbou pověřen stavitel František Trubka.

### Přestavba v dnešní podobu
Stavba byla zahájena 22. června 1927. Celkový rozpočet představoval 1 276 637, 45 Kč. František Trubka do návrhu zahrnul prvky Gočárova stylu, čímž dal vyniknout sloupcovému vchod o budovy. Nyní v budově sídlí některé odbory městského úřadu a občanům tu ke slavnostem slouží obřadní síň.

## Galerie

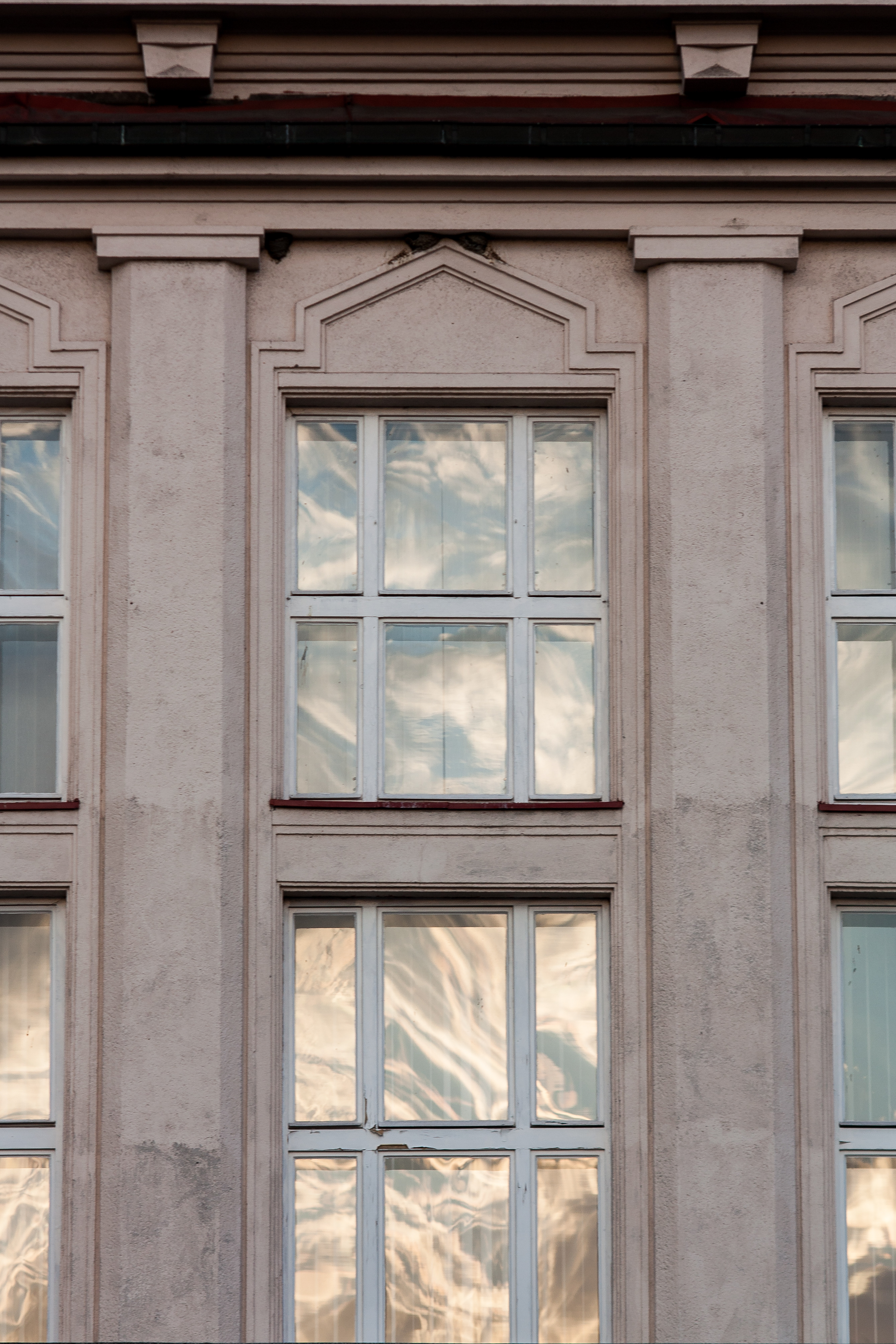
Deatil okna
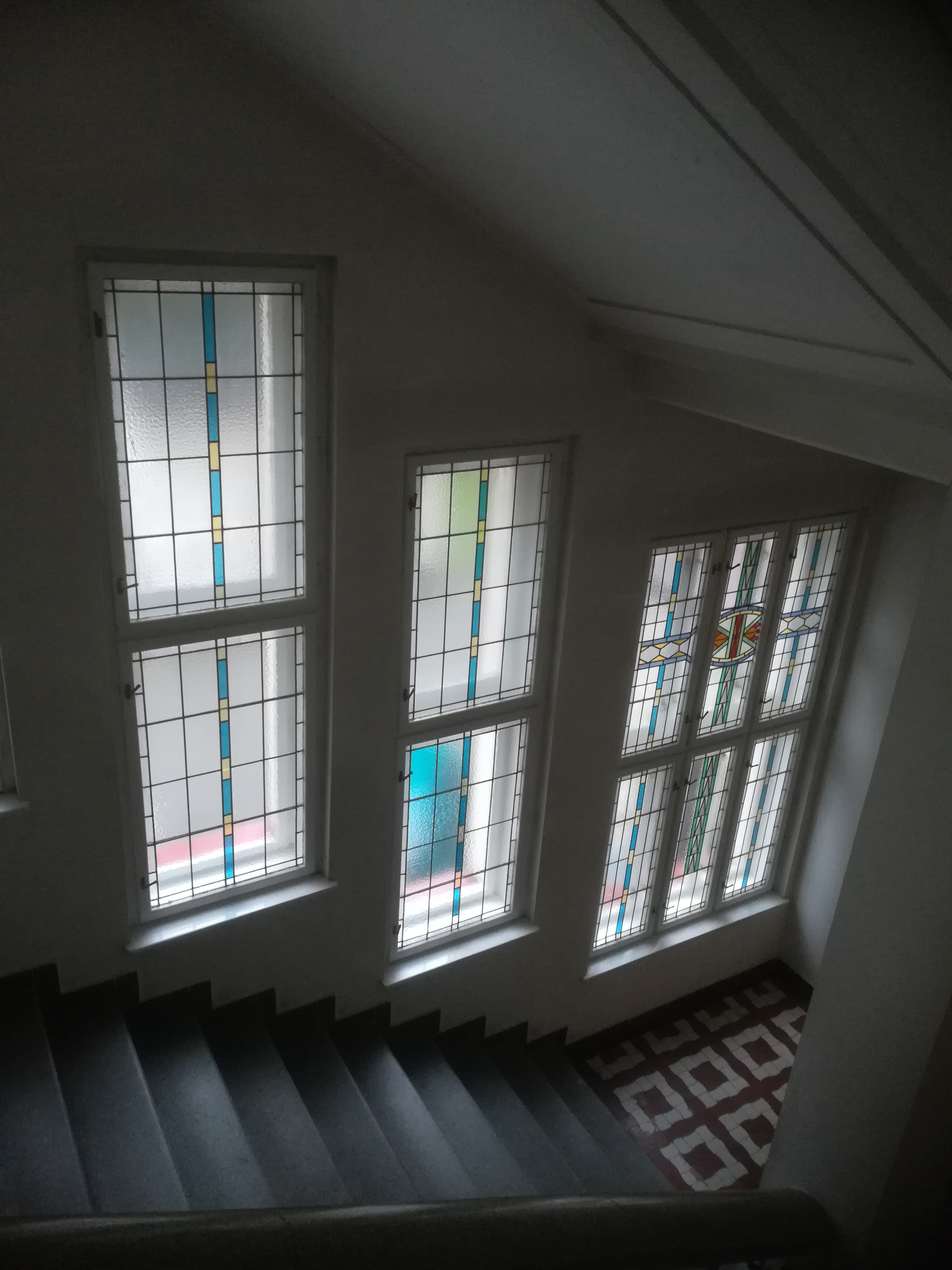
Schodiště s vitrážemi v interiéru radnice
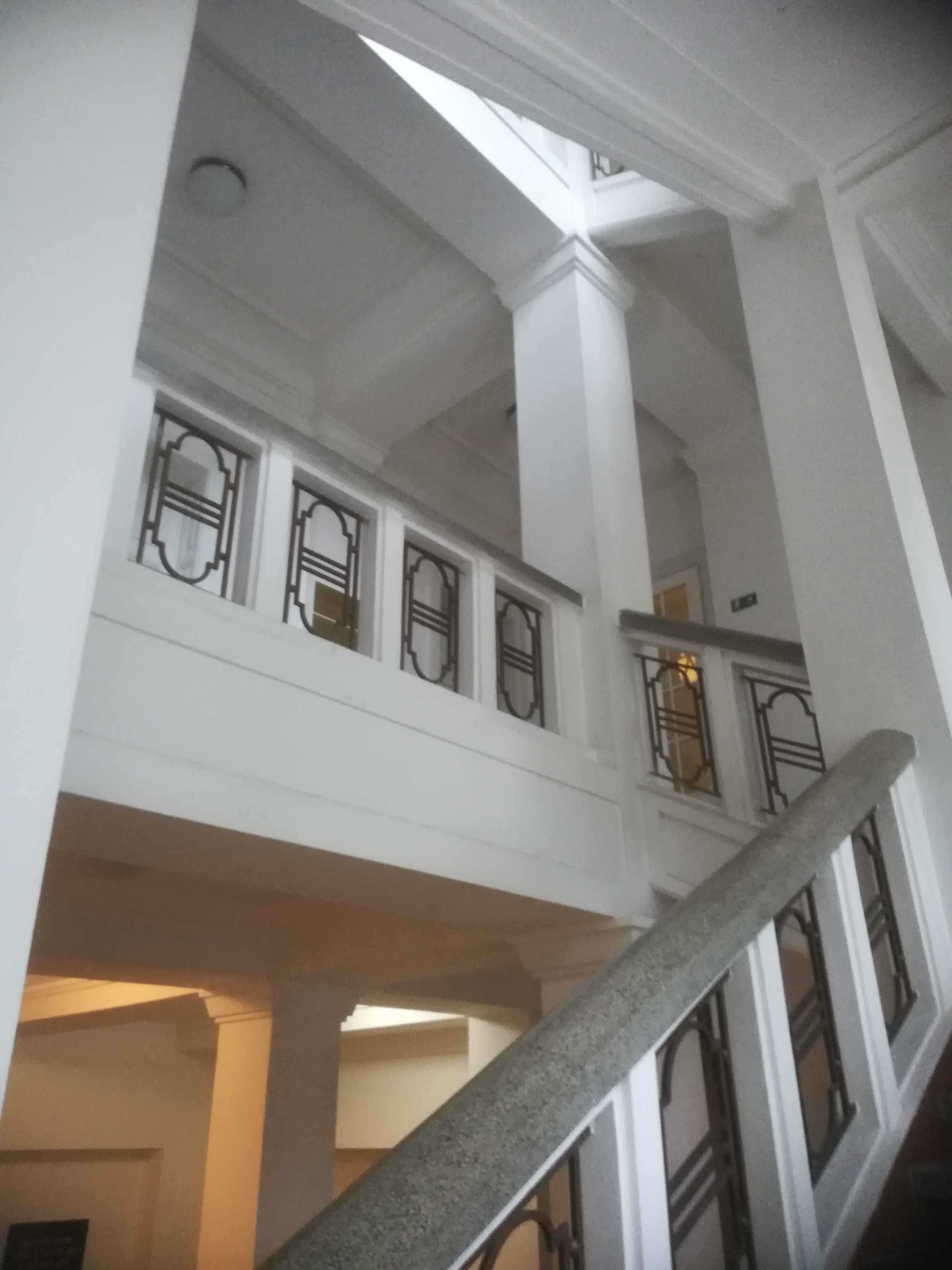
Schodiště
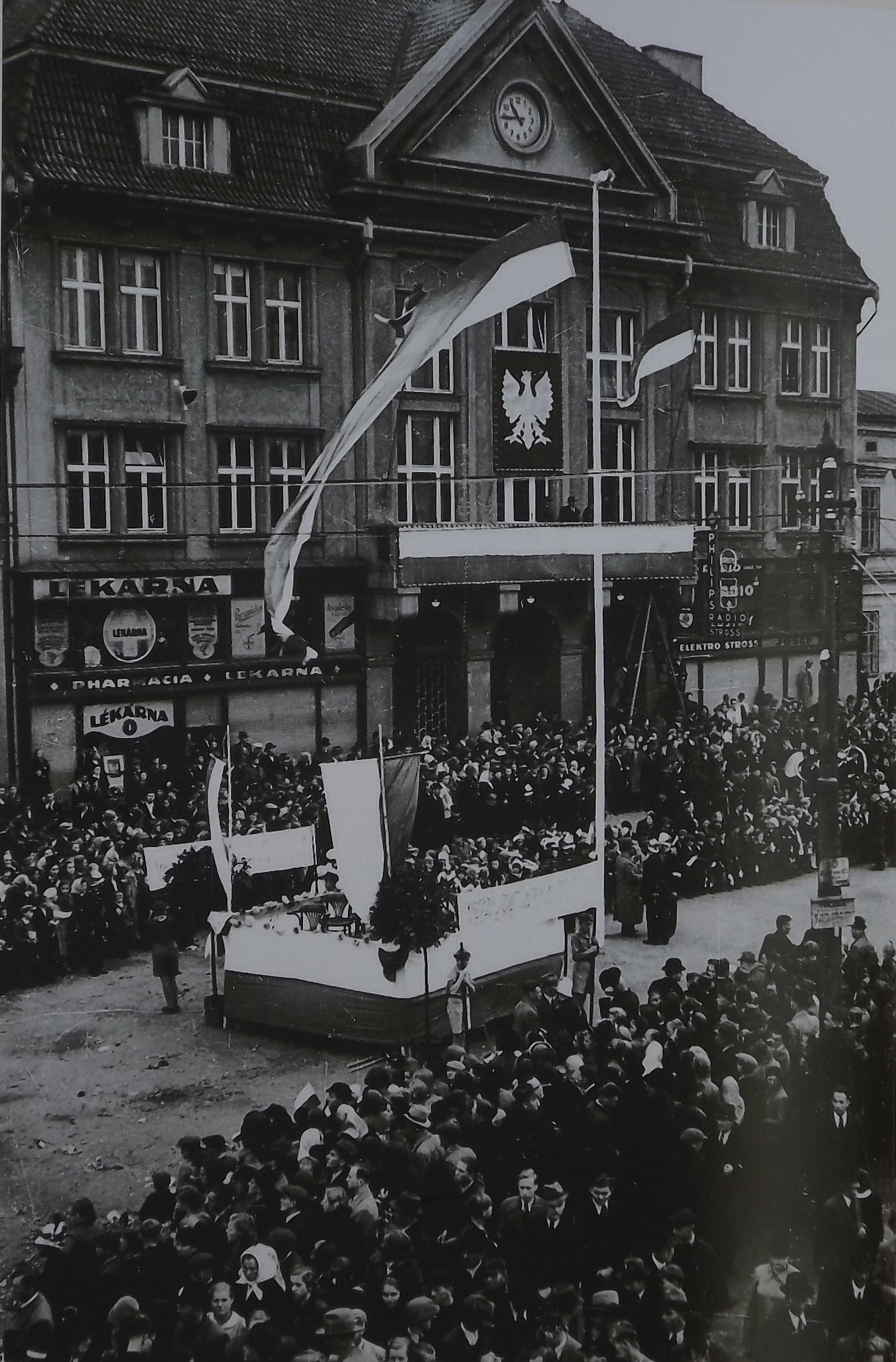
Shromáždění občanů před radnicí během polského záboru v r. 1938
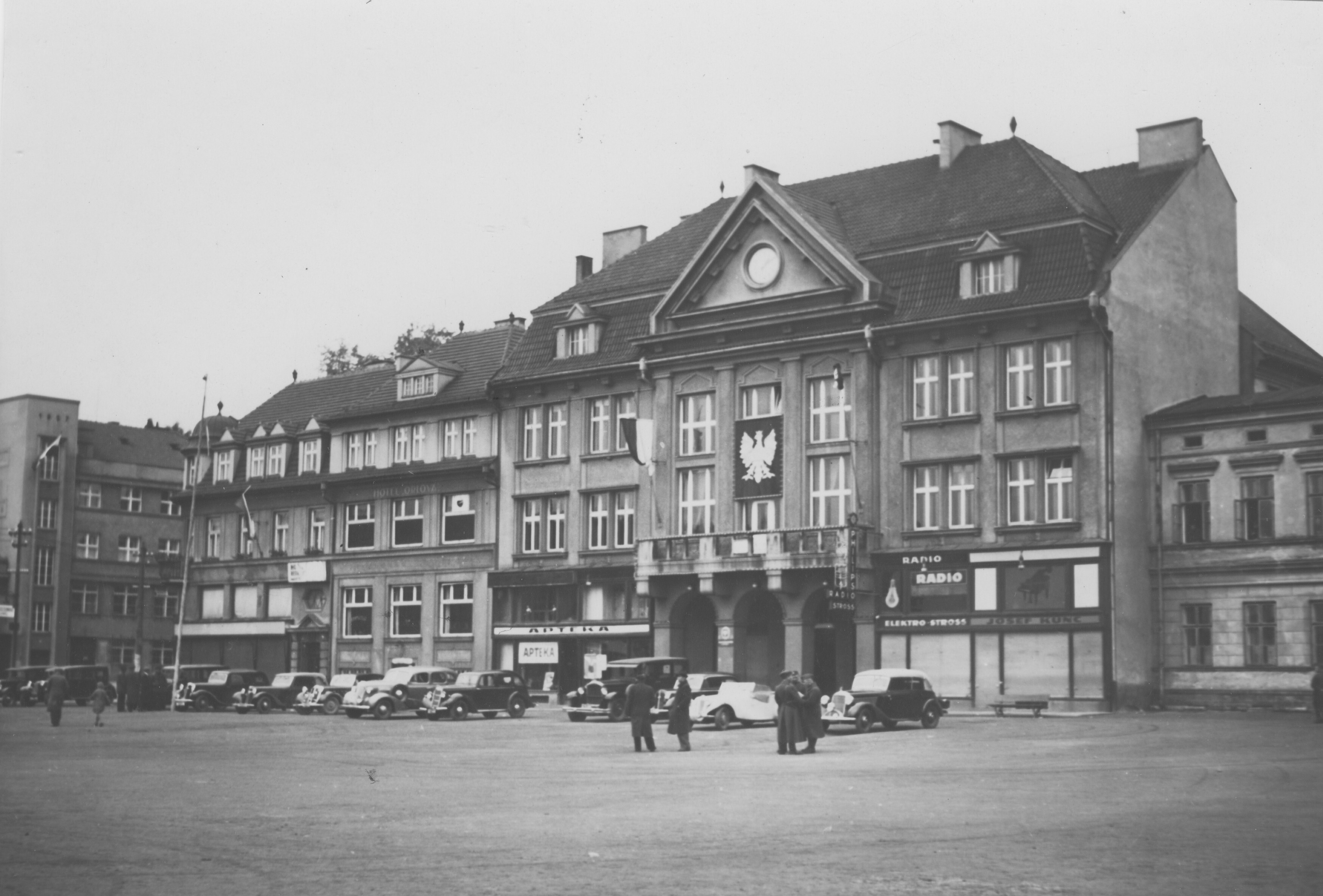
Náměstí v Orlové během polské okupace v letech 1938–1939